# Българско училище „Св. св. Кирил и Методий“ (Истанбул)
Българско училище „Св. св. Кирил и Методий“ е неделно училище в Истанбул, създадено през 2015 г., по инициатива на Генералното консулство и с помощ от Фондацията на българските православни църкви в Турция. Започва със 17 деца, като се увеличават до 30 деца през 2018 г. и 48 деца през 2022 г. Някои семейства пътуват от 50 км от други селища, а други се включват в часовете онлайн. Директорка на училището е Невин Ачикбашиева, с преподавателски състав от 6 учителки. В него се изучават български език, история и география на България.
Разположено е на ул. Абиде-и Хюриет №70 в квартал Шишли, градска околия Шишли в Истанбул, в сграда на българската екзархия, купена през 1907 година по инициатива на Екзарх Йосиф.